# Frauenchiemsee
Frauenchiemsee (też: Fraueninsel) – druga co do wielkości wyspa na jeziorze Chiemsee w Bawarii w Niemczech. Jest wyłączona z obszaru niemunicypalnego Chiemsee i wchodzi w skład gminy Chiemsee w powiecie Rosenheim – najmniejszej gminy w Górnej Bawarii. Powierzchnia ok. 12 ha.
Leży ok. pół kilometra na północny wschód od znacznie większej wyspy Herrenchiemsee. Posiada niezbyt regularny, wydłużony kształt i wymiary: długość 620 m, szerokość 300 m. Najwyższy punkt na wyspie sięga 8 m powyżej lustra wody jeziora Chiemsee. Oprócz zabudowy na wyspie jest kilka większych skupisk drzew, nieco łąk i niewielkich ogrodów.
Wyspa jest zamieszkana co najmniej od wczesnego średniowiecza. Na wyspie mieści się stary klasztor benedyktynek, zwany Frauenwörth i założony w 772 albo 782 r. przez księcia Bawarii Tassilo III jako pierwszy klasztor żeński w Niemczech. Charakterystycznym budynkiem jest wolnostojąca dzwonnica. Liczba stałych mieszkańców wyspy wynosi ok. 250-300, a budynków ok. 50. Na wyspie nie ma żadnych pojazdów samochodowych. Łączność z lądem zapewniają statki Chiemsee-Schifffahrt Ludwig Fessler KG (ok. 10 min. do Gstadt am Chiemsee, ok. 30 min. do Prien am Chiemsee) oraz prywatne łodzie i żaglówki, korzystające z wielu niewielkich przystani rozlokowanych wzdłuż wybrzeży wyspy.
Na wyspie, koło klasztoru, znajduje się stary cmentarz, na którym pochowano wielu pisarzy, naukowców oraz artystów, np. Maxa Haushofera, Wilhelma Jensena czy Felixa Schlaginweita. Znajduje się tu także grób, w którym spoczywają członkowie rodziny poety Josepha von Eichendorffa.
Na cmentarzu znajduje się również grób, w którym zostały pochowane dwie kolejne żony Alfreda Jodla, niemieckiego generała uznanego w procesie norymberskim za winnego zbrodni wojennych i zbrodni przeciwko ludzkości i w rezultacie skazanego na śmierć. Staraniem drugiej żony, Luise von Benda, na grobie umieszczono cenotaf upamiętniający samego Jodla (jego prochy po wykonaniu wyroku i kremacji wysypano do wód Izary). Z biegiem czasu mogiła stała się miejscem spotkań neonazistów, co wywołało długotrwałą debatę publiczną. W latach 2015 i 2016 cenotaf był przedmiotem kilku protestów monachijskiego artysty Wolframa Kastnera, który między innymi 2 września 2016 r. oblał go czerwoną farbą. Aby zachować spokój na cmentarzu spadkobierca i właściciel grobu usunął ostatecznie z nagrobka nazwisko i dane życiowe generała.